# 1937 no desporto

## Eventos

### Futebol
- É organizado, pela CBD, o 1o Campeonato Inter-regional de futebol no Brasil, vencido pelo Clube Atlético Mineiro.
- 3 de janeiro - O Brasil vence o Chile por 6 a 4 no Sul-Americano na Argentina. Nesse jogo, o Brasil jogou com o uniforme do Boca Juniors.[1]

### Xadrez
- 8 a 27 de setembro - Torneio de xadrez de Semmering / Baden de 1937, vencido por Paul Keres.[2]

## Nascimentos
| Data           | Nome                      | Profissão               | Nacionalidade                             | Observações | Ref    |
| -------------- | ------------------------- | ----------------------- | ----------------------------------------- | ----------- | ------ |
| 16 de janeiro  | Luiz Pereira Bueno        | automobilista           | Brasil                                    | m. 2011     | [ 3 ]  |
| 18 de janeiro  | Yukio Endo                | ginasta                 | Japão                                     | m. 2009     | [ 4 ]  |
| 30 de janeiro  | Boris Spassky             | jogador de xadrez       | França · Rússia (atual) · União Soviética | m. 2025     | [ 5 ]  |
| 5 de fevereiro | Gaston Roelants           | atleta, fundista        | Bélgica                                   |             |        |
| 9 de fevereiro | Tony Maggs                | piloto de automobilismo | África do Sul                             | m. 2009     | [ 6 ]  |
| 13 de março    | Gianni Motta              | ciclista                | Itália                                    |             |        |
| 26 de março    | Cliff Burvill             | ciclista                | Austrália                                 | m. 2021     | [ 7 ]  |
| 4 de abril     | Lajos Portisch            | jogador de xadrez       | Hungria                                   |             |        |
| 26 de abril    | Jean-Pierre Beltoise      | piloto de automobilismo | França                                    | m. 2015     | [ 8 ]  |
| 26 de abril    | Manga                     | goleiro                 | Brasil                                    | m. 2025     | [ 9 ]  |
| 2 de junho     | Robert Paul               | patinador artístico     | Canadá                                    | m. 2024     | [ 10 ] |
| 22 de junho    | Galimzyan Khusainov       | futebolista             | Rússia (atual) · União Soviética          | m. 2010     | [ 11 ] |
| 16 de julho    | Wlamir Marques            | basquetebolista         | Brasil                                    | m. 2025     | [ 12 ] |
| 30 de agosto   | Bruce McLaren             | piloto de automobilismo | Nova Zelândia                             | m. 1970     | [ 13 ] |
| 17 de setembro | Charles Snelling          | patinador artístico     | Canadá                                    |             |        |
| 25 de setembro | Ronald Robertson          | patinador artístico     | Estados Unidos                            | m. 2000     | [ 14 ] |
| 30 de setembro | Gary Hocking              | motociclista            | Rodésia                                   | m. 1962     | [ 15 ] |
| 11 de outubro  | Bobby Charlton            | futebolista             | Inglaterra                                | m. 2023     | [ 16 ] |
| 11 de novembro | Vittorio Brambilla        | piloto de automobilismo | Itália                                    | m. 2001     | [ 17 ] |
| 24 de dezembro | Félix                     | ex-goleiro              | Brasil                                    | m. 2012     | [ 18 ] |
| 28 de dezembro | Jorge Nuno Pinto da Costa | dirigente desportivo    | Portugal                                  | m. 2025     | [ 19 ] |
| 30 de dezembro | Gordon Banks              | futebolista             | Inglaterra                                | m. 2019     | [ 20 ] |

## Mortes
| Data           | Nome     | Profissão | Nacionalidade  | Observações | Ref |
| -------------- | -------- | --------- | -------------- | ----------- | --- |
| 29 de setembro | Ray Ewry | atleta    | Estados Unidos | n. 1873     |     |